# Bhatia sagittata
Bhatia sagittata är en insektsart som beskrevs av Cai och Shen 1999. Bhatia sagittata ingår i släktet Bhatia och familjen dvärgstritar. Inga underarter finns listade i Catalogue of Life.